# Mensinga

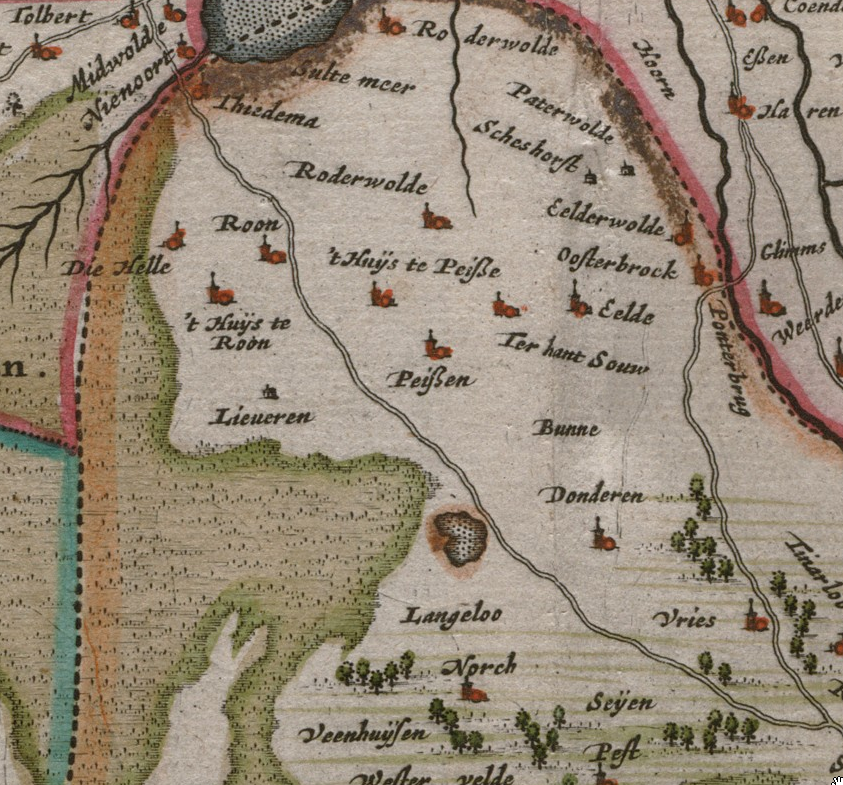
Noordwest Drenthe in 1634 met onder meer de havezate nabij Roderwolde (Mensinga)

Mensinga was een havezate net even ten zuidwesten van de Drentse plaats Roderwolde, nabij Roden in het dingspel Noordenveld.
Mensinga heeft maar betrekkelijk kort, ruim vijftig jaar, de status van havezate gehad. In 1662 werd het huis waarschijnlijk door een herbergier uit Roderwolde verkocht aan Ernst van de Clooster, die geparenteerd was aan de Drentse adellijke familie Lewe. Via vererving kwam het huis in het bezit van de familie De Coninck. De nieuwe eigenaar Justus de Coninck was heer van Peize en woonde aldaar in het Huis te Peize. Ook was hij in het bezit van de havezate Mensinge in Roden. In 1722 verkreeg hij toestemming om het recht van havezate te verleggen van het huis in Roden naar het huis in Roderwolde. Daarmee  regelde hij, dat zowel hijzelf als zijn zoon, die in Roderwolde woonde, toegang kregen tot de Ridderschap van Drenthe. Na zijn overlijden in 1722 verkocht zijn vrouw het bezit in Roden, maar behield het recht van havezate op het huis in Roderwolde, dat zij in  1734 overdroeg aan haar zoon. Na 1743 procedeerden haar kleinkinderen om het bezit van Mensinga.  In 1795 werd Mensinga verkocht. Maar voor die tijd was het recht van havezate al verkregen door de toenmalige eigenaar van Mensinge in Roden, de landschapssecretaris Coenraad Wolter Ellents. Deze kreeg in 1777 toestemming om het recht van havezate weer te verleggen naar Mensinge in Roden. Uiteindelijk kwam het recht weer terecht waar het ook vandaan was gekomen, bij de havezate Mensinge in Roden. Na 1795 heeft het huis diverse bewoners gehad. De meest bekende van hen was de Groningse hoogleraar, Jacobus de Rhoer. De laatste eigenaar van Mensinga was de diaconie van de hervormde kerk van Roderwolde, die het huis in 1888 liet afbreken. Zij bouwde er een armenhuis, dat inmiddels ook is verdwenen.